# القنب الهندي في الإمارات العربية المتحدة
القنب الهندي في الإمارات العربية المتحدة غير قانوني. حتى أصغر كميات الدواء يمكن أن تؤدي إلى عقوبة السجن الإلزامية لمدة أربع سنوات.

## الاقتصاد
لا تعتبر الإمارات العربية المتحدة منتجًا أو مستهلكًا هامًا للقنب، ولكنها نقطة نقل رئيسية للقنب الهندي من باكستان وأفغانستان، نظرًا لمنافذها الحرة وسكانها غير المتجانسين.